# Topo Cataurito
El Topo Cataurito (10°02′29″N 67°19′55″O / 10.0415, -67.3319) es una formación de montaña ubicada al sur de La Victoria, el este de Villa de Cura y al norte de San Juan de los Morros, Venezuela. A 1568 m s. n. m. el Topo Ctaurito está entre las montañas más elevadas del municipio Ribas en el Estado Aragua. En sus faldas se sitúa la estación experimental de investigación de la Universidad Nacional Experimental Simón Rodríguez. 

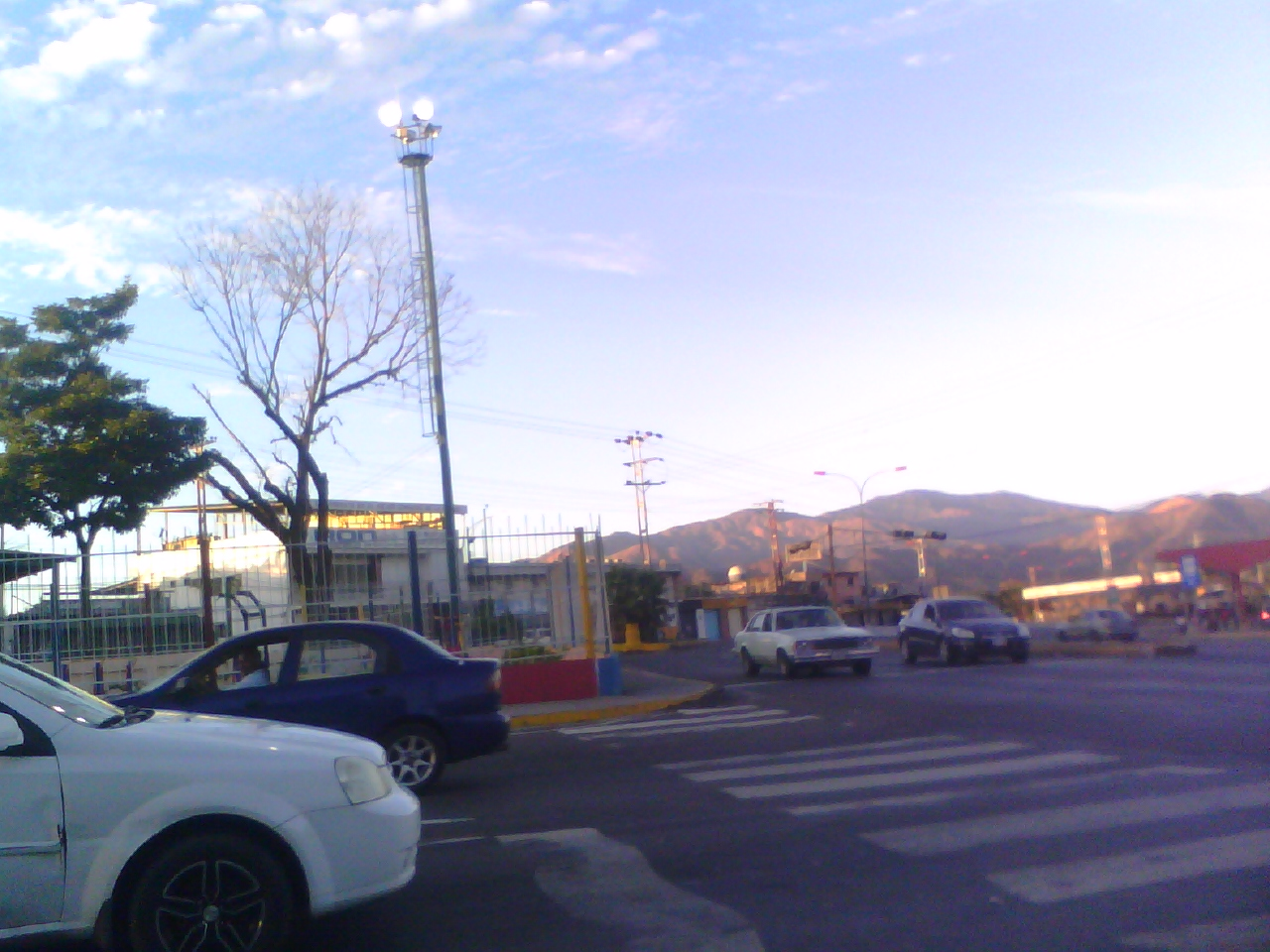

## Geografía
El Topo Cataurito es parte de una formación topográfica extensa conocida como «formación Paracotos» que constituye el patrón de cobertura rocosa sedimentaria del complejo ofiolítico de Loma de Hierro. A mediados de los años 1980 se propuso cambiar el nombre a «formación Cantaurito» pero, en vista de la más frecuente utilización del término Paracotos en el lingo venezolano, se conservó el nombre original de la «formación Paracotos».

## Estación Experimental
La Universidad Nacional Experimental Simón Rodríguez tiene una Hacienda Experimental situada en la falda sur del topo Cataurito, a media distancia entre los poblados de La Candelaria y El Pao de Zárate al este, y Villa de Cura al oeste. La estación experimental se enfoca en seis proyectos: Gallinas Ponedoras, Café Bajo Sombra, centro de producción abono agroecológica, plantas medicinales, siembra de hortalizas y Proyecto Comunitario y Escolar.